# Toskánská kuchyně

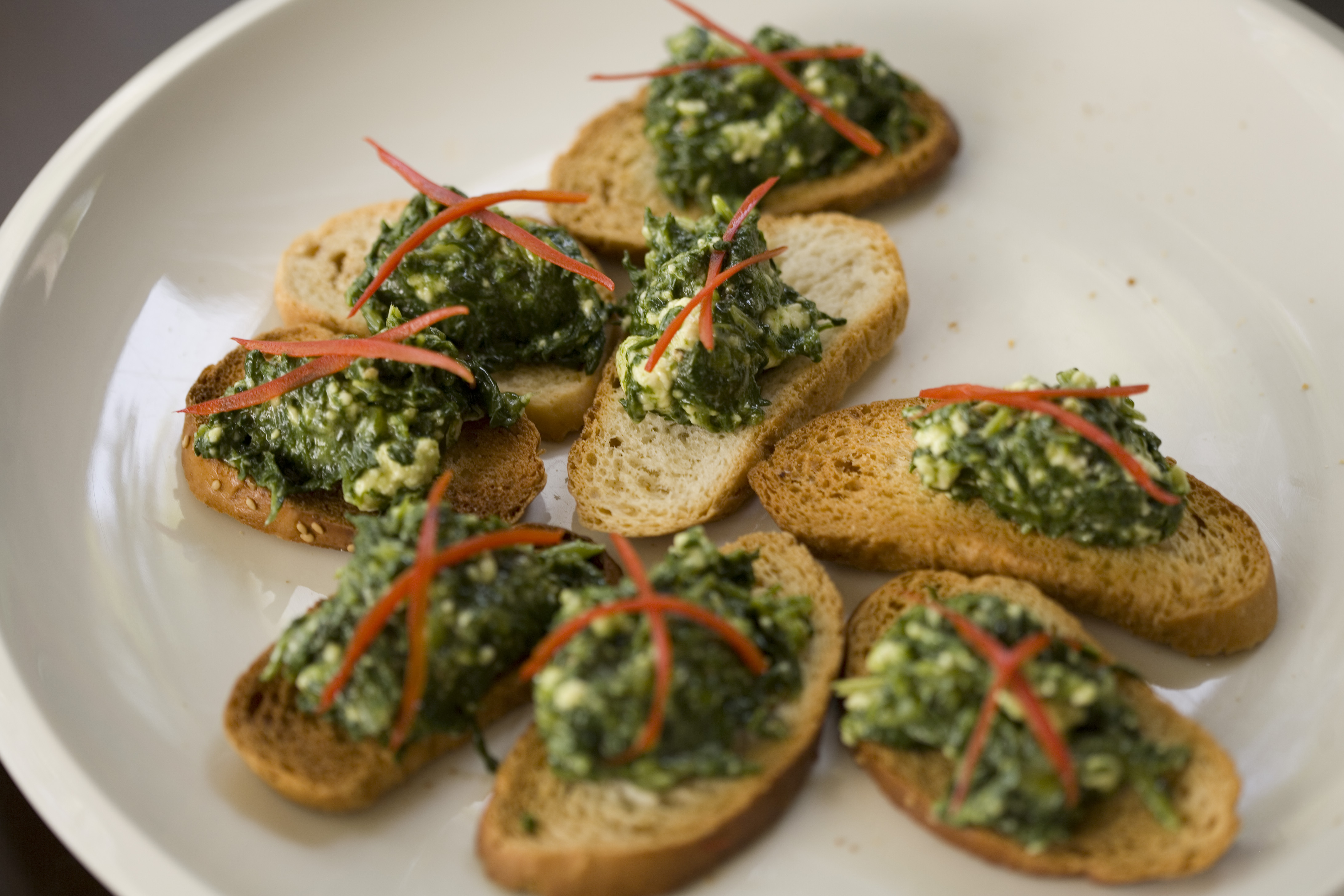
Crostini

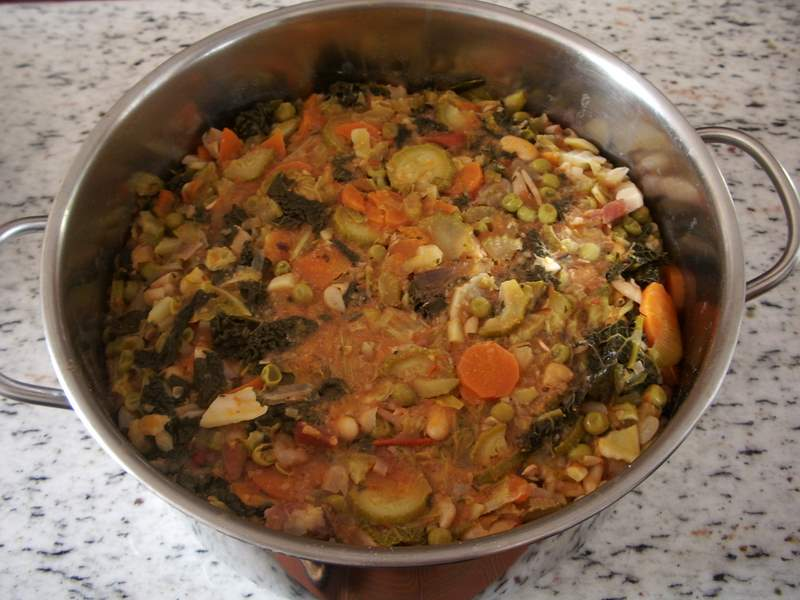
Ribollita

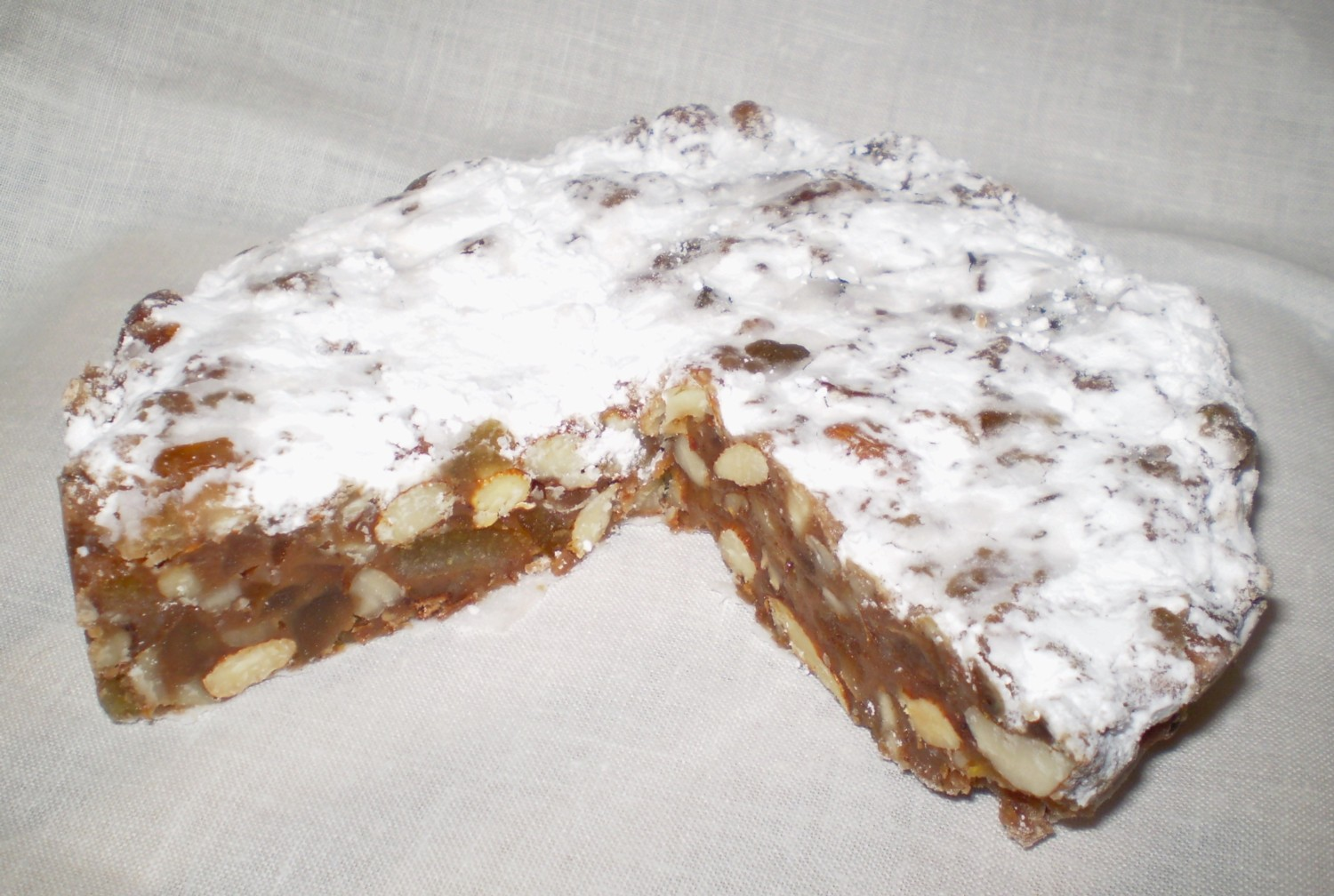
Panforte

Toskánská kuchyně (italsky: Cucina toscana) je jedním z mnoha oddílů italské kuchyně je uvnitř dále pestrá a značně rozrůzněná dle rozmanitosti různých provincií Toskánska. V Toskánsku se typicky podávají středomořská jídla. Toskánsko poznamenávají nejvíce tamní originální sladké pokrmy. Na pobřeží se pěstují citrusy.

## Příklady toskánských pokrmů
Příklady toskánských pokrmů:
- Chléb
- Crostini, předkrm podobný českým chlebíčkům
- Panzanella, salát z chleba, cibule a rajčat
- Ribollita, polévka z chleba a zeleniny
- Acquacotta, polévka z chleba a cibule
- Zeleninová polévka
- Farinata, slaný koláč
- Uzeniny (salámy, šunky)
- Sýry, například ricotta nebo pecorino
- Panforte, sladké pečivo ze sušeného ovoce
- Ricciarelli, mandlové sušenky
- V Toskánsku je též provozováno vinařství[1]